# Otok Petra I.
Otok Petra I. (norveško Peter I Øy) je 243 km² velik otok ognjeniškega nastanka, ki leži približno 450 km od zahodne obale Antarktike na položaju 68° 50' južne geografske širine in 90° 35' zahodne geografske dolžine. 21. januarja 1821 ga je odkril Fabian von Bellingshausen in ga poimenoval po ruskem carju Petru I. Na njem je prvi uspešno pristal Ora Olstad in ga zahteval za Norveško. Zahtevi je bilo ugodeno in še danes otok pripada Norveški. Večino leta (razen v poznem poletju) ga obkroža led, njegovo površje pa je 95 % poledenelo.